# Ngawang Woebar
Ngawang Woebar, également appelé Ngawang Woeber (Jangkhashang Dundungtso (Phenpo Lundup, Tibet), 1965) est un moine tibétain. Il est président de Gu-Chu-Sum Mouvement du Tibet.
Il est présenté dans le documentaire Tibet, le combat pour la liberté de 2009 du duo de direction Ritu Sarin et Tenzing Sonam.

## Biographie
Ngawang Woebar est allé à l'école primaire et a ensuite travaillé pendant plusieurs années dans une ferme, jusqu'à ses 18 ans quand il a rejoint le monastère de Drepung pour y étudier la philosophie bouddhiste, l'histoire du Tibet et la grammaire.
Le 27 septembre 1987, au début des troubles au Tibet de 1987, avec d'autres moines du monastère à l'issue d'une réunion, il manifesta avec des drapeaux tibétains et distribua des pamphlets indiquant que le Tibet était indépendant, et que la Chine doit quitter le Tibet. Il a été arrêté et mis en détention pendant quatre mois et torturé dans prison de Gutsa. Il a été libéré après l'intervention du 10e panchen Lama.
Après sa libération, il a continué des actions telles que le collage et la distribution de pamphlets.
Il fut soupçonné par le Comité chinois installé dans son monastère, et il en a été expulsé le 20 avril 1990, et interdit de rejoindre  d'autres monastères.
Le 26 avril 1991, il a fui le Tibet .
Après son arrivée à Dharamsala en Inde, il a reçu une formation d'enseignant à l'Institut de dialectique bouddhiste, et a enseigné le tibétain.
Il fut vice-président et président depuis septembre 2004 de Gu-Chu-Sum, un mouvement qui se bat pour les prisonniers politiques dans les République populaire de Chine et au Népal.
En 2008, il est alors président de Gu-Chu-Sum, une des 5 associations qui organisa la « Marche de retour au Tibet » du 10 mars au 27 juin. Le 27 mai, il fut arrêté par la police indienne avec d'autres marcheurs.